# NGC 660
NGC 660 је спирална галаксија у сазвежђу Рибе која се налази на NGC листи објеката дубоког неба.
Деклинација објекта је + 13° 38' 37" а ректасцензија 1h 43m 1,8s. Привидна величина (магнитуда) објекта NGC 660 износи 10,7 а фотографска магнитуда 11,7. Налази се на удаљености од 11,8000 милиона парсека од Сунца. NGC 660 је још познат и под ознакама UGC 1201, MCG 2-5-13, CGCG 437-12, IRAS 01403+1323, PRC C-13, PGC 6318.